# الدوري البحريني الممتاز 1962–63
الدوري البحريني الممتاز 1962-1963 هي النسخة السابعة من الدوري البحريني الممتاز.

## نظرة عامة
توج المحرق باللقب.